# Pius IV.

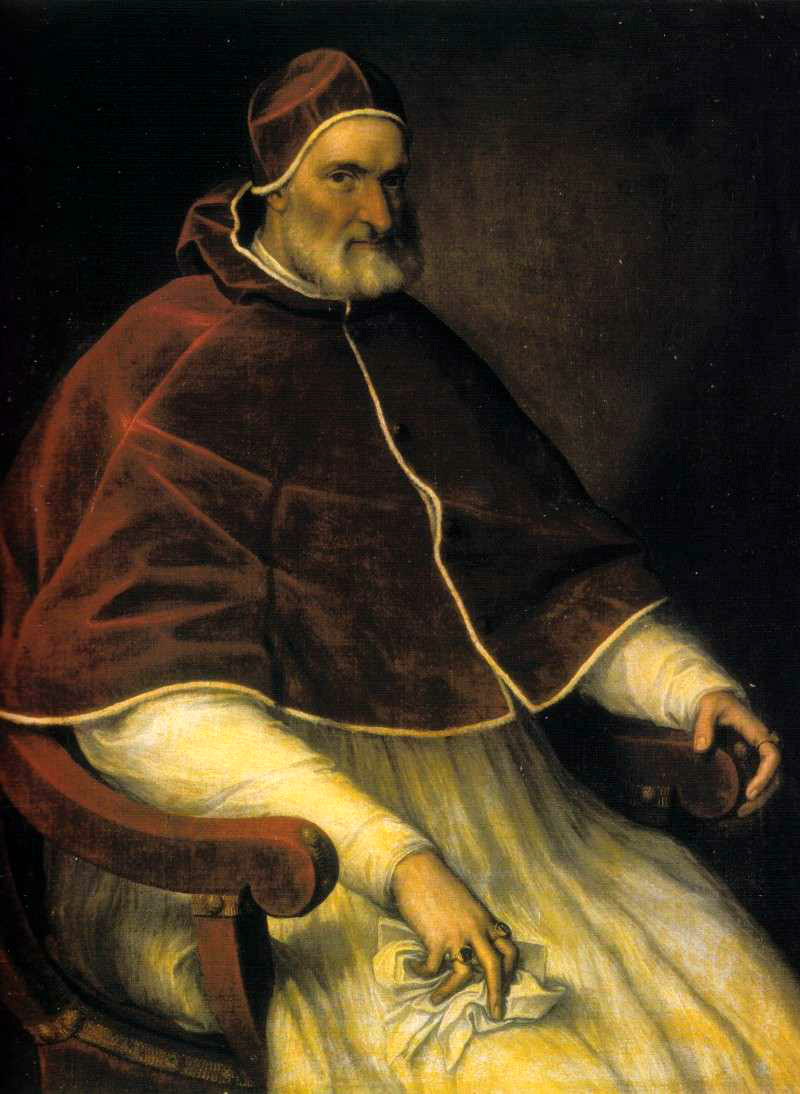
Papst Pius IV., Umkreis von Tizian

Pius IV. (* 31. März 1499 in Mailand; † 9. Dezember 1565 in Rom), eigentlicher Name Giovanni Angelo Medici, war von 1559 bis 1565 Papst der katholischen Kirche.

## Leben bis zum Papsttum
Giovanni Angelo Medici war ein Sohn von Bernardino aus der Mailänder Familie Medici di Nosigia, die nicht mit den Medici aus Florenz verwandt war (dennoch lehnte sich Pius IV. mit seinem Papstwappen an deren Wappen an). Seine frühe Karriere beruhte auf dem Aufstieg seines älteren Bruders Gian Giacomo Medici zum Marchese di Marignano (Markgraf von Marignano).
Nach seinem Studium in Bologna und der Erlangung einiger Reputation als Jurist kam er 1527 nach Rom, wo er zum Günstling des Papstes Paul III. aufstieg und mit der Herrschaftsgewalt über zahlreiche Städte betraut wurde. 1542–1543 war er Apostolischer Kommissar bei den Truppen gegen die Türken. 1546 wurde er zum Erzbischof von Ragusa und Vizelegat von Bologna ernannt. Außerdem war er ab 1546 Generalkommissar der päpstlichen Hilfstruppen beim Schmalkaldischen Krieg in Deutschland.
Schließlich wurde er am 8. April 1549 von Papst Paul III. zum Kardinal kreiert und am 10. Mai des Jahres als Kardinalpriester der Titelkirche Santa Pudenziana installiert, wonach er u. a. Kardinalpriester von Sant’Anastasia war und 1557 endlich zur Titelkirche Santa Prisca wechselte.

## Pontifikat

### Geistliche Belange
Nach dem Tod Papst Pauls IV. wurde Gianangelo Medici im Konklave am 25. Dezember 1559 zum Papst gewählt und am 6. Januar 1560 in das Amt eingeführt. Der Papstname war programmatisch gemeint (pius = der Fromme), in Abgrenzung gegen die rigorose Politik seines Vorgängers aus der neapolitanischen Familie Carafa.
Seine ersten wichtigen öffentlichen Handlungen waren eine Generalamnestie für alle Teilnehmer an einem Aufstand während des Pontifikates seines Vorgängers und die Aburteilung zweier Neffen Pauls: Kardinal Carlo Carafa wurde gehängt und der Herzog von Paliano enthauptet.
Am 18. Januar 1562 wurde das Konzil von Trient zum dritten Mal einberufen, das von Papst Julius III. zunächst aufgehoben worden war. Mit großer Umsicht und Verstand gelang es, zahlreiche wichtige Fragen zu klären. Die drei führenden katholischen Nationen, Spanien, Frankreich und Deutschland, nahmen teil, obwohl sich diese politisch gegen die Interessen des Heiligen Stuhls aussprachen. Die Auslegungen und Dekrete des Konzils wurden durch eine päpstliche Bulle vom 26. Januar 1564 bestätigt und obgleich sie gegen Widerstände aus Frankreich und Spanien durchgesetzt wurden, blieb das berühmte Glaubensbekenntnis Pius’ IV. in Kraft. Seine Endfassung Professio fidei Tridentinae (Trienter Glaubensbekenntnis) wurde mit der Bulle „Iniunctum nobis“ am 13. November 1564 publiziert.
In diesem Geiste lud der Papst im Jahre 1564 die Königin von Navarra, Johanna III., vor die Inquisition mit der Anklage wegen Calvinismus. Er zog diese jedoch nach dem ausdrücklichen Protest des französischen Königs Karl IX. zurück. Noch im gleichen Jahr wurde eine Bulle veröffentlicht, in der den Gläubigen Österreichs und Böhmens der Laienkelch erlaubt wurde, also der Empfang des Blutes Christi, während der Kommunion, zusätzlich zu dem Leib Christi, der Hostie.

### Weltliche Belange

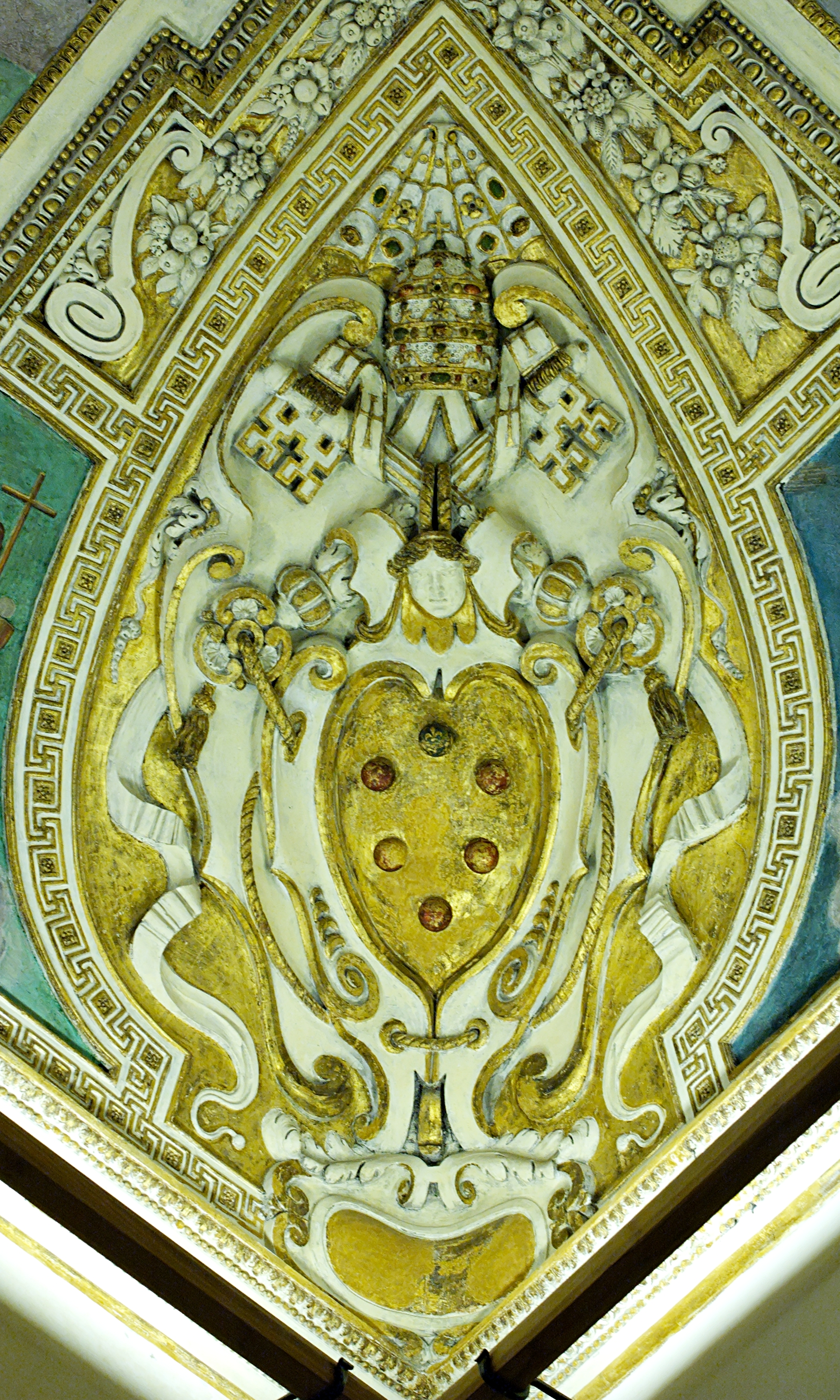
Wappen von Papst Pius IV. im Palazzo Altemps

Eine große Leidenschaft Pius’ IV. war das Errichten von Bauwerken im Kirchenstaat. Dies führte zur Strapazierung der fiskalischen Mittel, aber auch zur Verschönerung Roms: So ließ er in den Vatikanischen Gärten das Casino di Pio IV erbauen, eine Art kleiner Sommerresidenz in der Gestalt eines mehrteiligen Gartenhauses im manieristischen Stil mit einem Brunnen in der Hofmitte; heute ist hier der Sitz der Päpstlichen Akademie der Wissenschaften. Wichtig war auch die Einrichtung der Kirche Santa Maria degli Angeli im Hauptraum der ehemaligen Diokletiansthermen durch Michelangelo Buonarotti. Daneben wurden auch andere Regionen innerhalb des päpstlichen Herrschaftsgebietes durch seinen Bauwillen begünstigt, so die Häfen von Ostia, Civitavecchia und Ancona.
Bekannt wurde Pius IV. auch durch seinen, allerdings gemäßigten, Nepotismus. Eine seiner Schwestern, Chiara, war mit Wolf Dietrich von Hohenems, einem Vorarlberger Condottiere im Dienste Kaiser Karls V., verheiratet. Beider Söhne, Jakob Hannibal und Marcus Sitticus, profitierten vom Aufstieg ihres Onkels zum Papst. Während ersterer im Kriegsdienst verblieb, wurde der jüngere Sohn Kardinal und amtierte eine Zeitlang als Vorsitzender des Konzils von Trient; bekannt wurde er zudem als Bauherr, so der Villa Mondragone in Frascati. Sein Sohn Roberto wurde 1579 mit den von seinem Vater gekauften Orten Gallese und Soriano belehnt und zum Herzog erhoben. Mit dem latinisierten Namen Altemps gehörte die Familie seitdem zum stadtrömischen Hochadel. Außerdem ebnete Pius einem anderen Neffen, dem späteren heiligen Carlo Borromeo, den Weg zum Erzbistum von Mailand und zum Kardinalat. Alle diese Neffen wurden auch in seinem Testament gebührend bedacht.
Auch gegenüber einer der beiden bedeutendsten Familien Roms, den Orsini, zeigte sich Pius IV. gewogen. Der damalige Vertreter der wichtigsten Linie, Paolo Giordano I., wurde von ihm im Jahre 1560 zum Herzog von Bracciano ernannt, womit dieses Zentrum des Orsini-Besitzes im nordwestlichen Latium mit einem entsprechenden erblichen Adelstitel versehen wurde. Bracciano verblieb bis 1696 im Besitz der Orsini.
Eine Verschwörung gegen Pius, die von einem Sohn des 1549 verstorbenen Kardinals Benedetto Accolti angeführt wurde, wurde 1565 aufgedeckt und zerschlagen. Nur kurze Zeit später starb der Papst am 9. Dezember desselben Jahres. Sein Nachfolger wurde Pius V.

### Wappen
Als Papstwappen übernahm Pius IV. das seiner Vorgänger und Verwandten Leo X. und Clemens VII., die wiederum auf das Familienwappen der Medici zurückgreifen. Es zeigt in ungeteiltem Schild auf goldenem Grund fünf rote "Pillen", darüber eine größere blaue Pille, diese belegt mit drei goldenen Lilien.